# Pałac w Jędrzychowicach (powiat strzeliński)
Pałac w Jędrzychowicach – zabytkowy pałac wybudowany w 1846 roku w Jędrzychowicach.

## Położenie
Obiekt położony jest w Jędrzychowicach – wsi w Polsce, w województwie dolnośląskim, w powiecie strzelińskim, w gminie Wiązów.

## Historia
Obiekt jest częścią zespołu pałacowego, w skład którego wchodzi jeszcze park.